# Jan Erdkamp
Jan Erdkamp (29 november 1947) is een voormalig Nederlands voetballer die tijdens zijn profloopbaan uitsluitend voor FC VVV uitkwam.

## Loopbaan
De uit Melick afkomstige aanvaller maakte op 22-jarige leeftijd de overstap van de plaatselijke amateurclub VV Vesta naar het betaald voetbal. Op 30 augustus 1970 maakte hij zijn competitiedebuut bij de Venlose tweededivisionist tijdens de thuiswedstrijd tegen Eindhoven (1-1), als invaller voor Jan Verbong. Na een seizoen keerde Erdkamp alweer terug naar de amateurs. Daar speelde hij nog even bij RFC Roermond alvorens hij bij VV Vesta op het oude nest terugkeerde.

## Clubstatistieken
| Seizoen         | Club            | Competitie      | Competitie | Competitie | Beker | Beker | Playoff | Playoff | Totaal | Totaal |
| Seizoen         | Club            | Competitie      | Wed.       | Dlp.       | Wed.  | Dlp.  | Wed.    | Dlp.    | Wed.   | Dlp.   |
| --------------- | --------------- | --------------- | ---------- | ---------- | ----- | ----- | ------- | ------- | ------ | ------ |
| 1970/71         | FC VVV          | Tweede divisie  | 10         | 2          | 1     | 0     | —       | —       | 11     | 2      |
| Carrière totaal | Carrière totaal | Carrière totaal | 10         | 2          | 1     | 0     | 0       | 0       | 11     | 2      |